# Liste des évêques d'Alexandria
La liste des évêques d'Alexandria recense les noms des évêques qui se sont succédé sur le siège épiscopal de Natchitoches puis d'Alexandria en Louisiane, aux États-Unis depuis la création du diocèse de Natchitoches le 29 juillet 1853, par détachement de celui de La Nouvelle-Orléans.
Il change de dénomination le 6 août 1910 pour devenir le diocèse d'Alexandria. Il est à nouveau rebaptisé le 18 octobre 1976 pour devenir le diocèse d'Alexandria-Shreveport. Enfin le 16 juin 1986, après séparation du diocèse de Shreveport, il retrouve le nom de diocèse d'Alexandria (en) (Dioecesis Alexandrina in Louisana).

## Sont évêques
- 29 juillet 1853 - † 29 septembre 1875 : Auguste Martin (Auguste Marie Martin, en anglais Augustus Martin), évêque de Natchitoches.
- 27 novembre 1876 -30 septembre 1879 : François-Xavier Leray (en anglais Francis Leray), évêque de Natchitoches.
- 30 septembre 1879-19 décembre 1884 : siège vacant
- 19 décembre 1884 - † 28 février 1904 : Anthony Durier, évêque de Natchitoches.
- 24 octobre 1904 - † 8 mai 1932 : Cornelius Van de Ven, évêque de Natchitoches, puis évêque d'Alexandria (6 août 1910).
- 16 décembre 1932 - † 11 septembre 1945 : Daniel Desmond (Daniel Francis Desmond)
- 15 janvier 1946 - 10 mai 1973 : Charles Greco (Charles Pasquale Greco)
- 10 mai 1973 - 20 juillet 1982 : Lawrence Graves (Lawrence Preston Joseph Graves), évêque d'Alexandria, puis évêque d'Alexandria-Shreveport (18 octobre 1976).
- 17 novembre 1982 - 16 juin 1986 : William Friend (William Benedict Friend), évêque d'Alexandria-Shreveport.
- 16 juin 1986 - 14 mars 1989 : John Favalora (John Clément Favalora)
- 1er juillet 1989 - 1er août 2003 : Sam Jacobs (Sam Gallip Jacobs)
- 4 novembre 2004 - 2 février 2017 : Ronald Herzog (Ronald Paul Herzog)
  - 21 septembre 2016 - 2 février 2017 : David Talley (David Prescott Talley), évêque coadjuteur.
- 2 février 2017  - 5 mars 2019: David Talley (David Prescott Talley), transféré à Memphis
- depuis le 20 avril 2020: Robert Marshall (Robert W. Marshall)

## Sources
- (en) Fiche du diocèse sur Catholic-hierarchy.org]